# Adam Fantilli
Adamo Giuliano Fantilli (* 12. října 2004, Nobleton, Ontario) je kanadský hokejový útočník hrající za tým Columbus Blue Jackets v NHL. Ve vstupním draftu NHL v roce 2023 byl draftován týmem Blue Jackets jako třetí v pořadí. Během své první sezóny v NCAA byl nejlepším střelcem a držitelem Hobey Baker Award, čímž se stal třetím nováčkem, který toto ocenění získal, po Paulu Kariyovi v roce 1993 a Jacku Eichelovi v roce 2015.

## Hráčská kariéra
Fantilliho si v draftu 2023 vybral jako třetího v pořadí tým Columbus Blue Jackets. Dne 1. července 2023 podepsal Fantilli s Blue Jackets tříletou nováčkovskou smlouvu. Poté se vzdal zbytku své univerzitní kariéry a odešel hrát do NHL.

## Reprezentace
Fantilli reprezentoval Kanadu na Zimních olympijských hrách mládeže 2020, kde působil jako zástupce kapitána. Během turnaje zaznamenal ve čtyřech zápasech dva góly a jednu asistenci a získal s týmem bronzovou medaili.
Fantilli reprezentoval Kanadu na Mistrovství světa hráčů do 18 let 2022, kde působil jako zástupce kapitána a ve čtyřech zápasech zaznamenal jeden gól a pět asistencí.
12. prosince 2022 byl Fantilli zařazen do kanadské juniorské reprezentace na Mistrovství světa juniorů v ledním hokeji 2023. Během turnaje zaznamenal v sedmi zápasech dva góly a tři asistence a získal zlatou medaili.
V květnu 2023 byl zařazen na soupisku kanadské hokejové reprezentace pro Mistrovství světa 2023.

## Statistiky

### Klubové statistiky
| Sezóna      | Klub                   | Soutěž      |     | Základní část | Základní část | Základní část | Základní část | Základní část |   | Play off | Play off | Play off | Play off | Play off |
| Sezóna      | Klub                   | Soutěž      | Z   | G             | A             | B             | TM            | Z             | G | A        | B        | TM       |          |          |
| 2020/21     | Chicago Steel          | USHL        | 49  | 18            | 18            | 36            | 22            | 8             | 8 | 1        | 9        | 2        |          |          |
| 2021/22     | Chicago Steel          | USHL        | 54  | 37            | 37            | 74            | 93            | 3             | 0 | 1        | 1        | 2        |          |          |
| 2022/23     | University of Michigan | NCAA        | 36  | 30            | 35            | 65            | 67            | —             | — | —        | —        | —        |          |          |
| 2023/24     | Columbus Blue Jackets  | NHL         | 49  | 12            | 15            | 17            | 16            | —             | — | —        | —        | —        |          |          |
| 2024/25     | Columbus Blue Jackets  | NHL         | 82  | 31            | 23            | 54            | 18            | —             | — | —        | —        | —        |          |          |
| NHL celkově | NHL celkově            | NHL celkově | 131 | 43            | 38            | 81            | 34            | —             | — | —        | —        | —        |          |          |

### Reprezentace
| Rok                       | Tým                       | Soutěž                    | Z  | G | A | B  | TM |
| ------------------------- | ------------------------- | ------------------------- | -- | - | - | -- | -- |
| 2022                      | Kanada                    | MS-18                     | 4  | 1 | 5 | 6  | 0  |
| 2023                      | Kanada                    | MS-20                     | 7  | 2 | 3 | 5  | 4  |
| 2023                      | Kanada                    | MS                        | 10 | 1 | 2 | 3  | 29 |
| 2025                      | Kanada                    | MS                        |    |   |   |    |    |
| Juniorská kariéra celkově | Juniorská kariéra celkově | Juniorská kariéra celkově | 11 | 3 | 8 | 11 | 4  |
| Seniorská kariéra celkově | Seniorská kariéra celkově | Seniorská kariéra celkově | 10 | 1 | 2 | 3  | 29 |